# René Montis
Pour les articles homonymes, voir Montis et Maunoury.
René Montis, nom de scène de René Émile Louis Maunoury, est un acteur et producteur français, né le 20 décembre 1888 à Pantin et mort le 2 mars 1959 à Neuilly-sur-Seine.

## Biographie
Acteur jusqu'au début des années 1930, René Montis est devenu directeur de production et producteur. Il a travaillé également dans le doublage.
Il était l'époux de l'actrice Helena Manson, rencontrée en 1929 sur le tournage du Mystère de la villa rose.

## Filmographie

### Acteur
- 1915 : Le Héros de l'Yser de Léonce Perret
- 1915 : Une page de gloire de Léonce Perret : Robert Laroche
- 1922 : Les Roquevillard de Julien Duvivier
- 1922 : Destinée d'Armand du Plessy et Gaston Mouru de Lacotte : Barras
- 1930 : Le Mystère de la villa rose de Louis Mercanton et René Hervil : le chauffeur
- 1930 : Atlantis d'Ewald André Dupont et Jean Kemm:
- 1931 : Le Refuge de Léon Mathot : Pedro
- 1932 : Les Croix de bois de Raymond Bernard : le lieutenant Morache
- 1932 : Le Triangle de feu d'Edmond T. Gréville
- 1933 : Le Cas du docteur Brenner de Jean Daumery

### Assistant réalisateur
- 1934 : Le Roi des Champs-Élysées de Max Nosseck : Mme Garnier
- 1935 : La Vie parisienne de Robert Siodmak
- 1936 : Mayerling d'Anatole Litvak